# Airlinair

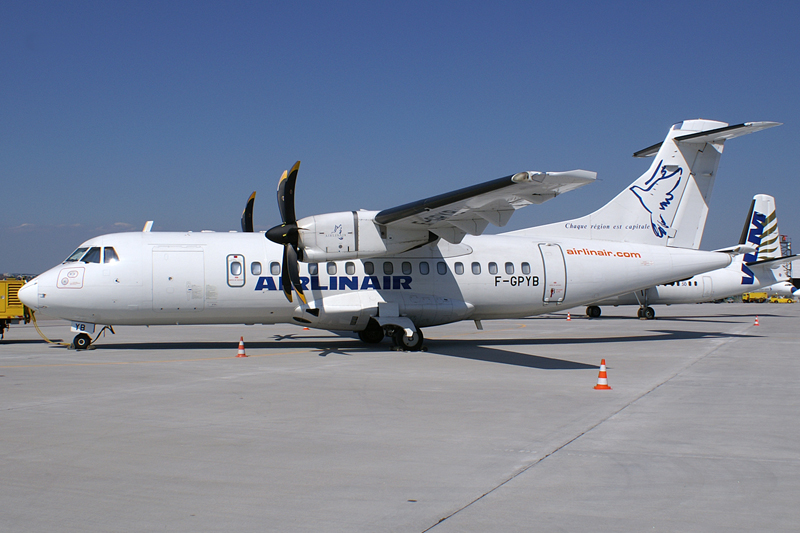

Airlinair var ett franskt regionalflygbolag baserat i Rungis, Frankrike. Det integrerades i Hop! år 2016 tillsammans med Brit Air och Régional.

## Destinationer
Airlinair hade följande inrikesflygningar (januari 2005): Aurillac, Bergerac, Beziers, Brive-la-Gaillarde, Castres, La Rochelle, Lyon, Paris, Perigueux och Poitiers.

## Flottan
Airlinair flotta bestod av följande flygplan i mars 2013:
- 2 ATR 42-300
- 12 ATR 42-500
- 2 ATR 72-200
- 8 ATR 72-500

I mars 2013 var medelåldern på Airlinair flotta på 16,4 år.